# Elecciones presidenciales de Benín de 2016
Las elecciones presidenciales se llevaron a cabo en Benín en marzo de 2016. La primera vuelta tuvo lugar el 6 de marzo, después de haberse retrasado una semana debido a limitaciones logísticas. Yayi Boni, el presidente incumbente, estaba finalizando su segundo mandato y, por lo tanto, no podía presentarse a la reelección. Tal situación provocó que las elecciones de ese año fueran particularmente interesantes para muchos empresarios del país, lo que se tradujo en que más de treinta personas presentaron sus candidaturas, por lo que ningún candidato obtuvo mayoría absoluta y debió realizarse una segunda vuelta el 20 de marzo. Lionel Zinsou, del partido Fuerzas Cauris para un Benín Emergente (el mayor partido del país), que había ganado en primera vuelta, sufrió una aplastante derrota ante Patrice Talon que, con el 65% de los votos, se convirtió en el cuarto presidente democráticamente electo de Benín.

## Antecedentes
A mediados de la década de 2010, la situación de la democracia en el continenete africano era crítica. Varios presidentes del África subsahariana emprendieron medidas constitucionales para perpetuarse en el poder por décadas. El 18 de diciembre de 2015, un referéndum en Ruanda permitió a Paul Kagame, que gobernaba desde 2000, acceder a un tercer mandato. En Burundi, Pierre Nkurunziza provocó disturbios por su intención de presentarse a su segunda reelección. En la República del Congo y Uganda, los líderes Denis Sassou-Nguesso y Yoweri Museveni obtuvieron victorias electorales inverosímiles. Sin embargo, en África Occidental la situación mostraba ligeras mejorías cuando Blaise Compaoré, presidente de Burkina Faso desde 1987 fue depuesto, y Goodluck Jonathan, presidente de Nigeria, perdió su reelección y dejó el cargo sin oponer resistencia.
El órgano encargado de la producción de las nuevas tarjetas de votación no pudo cumplir con la distribución de tarjetas en el plazo acordado. Esto hizo que la Corte Constitucional retrasara las elecciones una semana, y luego aceptara las viejas tarjetas de votación de 2011, bajo el temor de que algunos votantes fueran privados de sus derechos.

## Campaña
La campaña comenzó formalmente el 19 de febrero y finalizó el 4 de marzo, permitiendo a los candidatos hacer campaña tan solo durante dos semanas antes de la votación.
El Partido Résoatao seleccionó a su candidato a través de primarias del partido celebradas el 7 de noviembre de 2015; su líder y fundador Mohamed Atao Hinnouho fue elegido con 141 votos, con el presidente de la rama femenina del partido Eliane Saizonou recibiendo 14 votos y el primer consejero del partido, Félix Tohoyessou, ocho.
El entonces primer ministro Lionel Zinsou, del partido Fuerzas Cauris para un Benín Emergente, o FCBE (partido del Presidente Yayi Boni y principal fuerza política del país), anunció que se presentaría como candidato del partido el 1 de diciembre de 2015. Dijo que se centraría en la financiación de la agricultura y ayudaría a los trabajadores informales obtener un empleo formal. La nacionalidad francesa de nacimiento de Zinsou atrajo algunas críticas. Durante una reunión de opositores al gobierno del FCBE, el 5 de enero, un líder sindical se refirió a Zinsou como "colonizador" y lo acusó de ser "un candidato lanzado en paracaídas para salvaguardar los delitos económicos de Yayi Boni". Boni defendió a Zinsou, afirmando que era "un ciudadano de pleno derecho de Benín", y acusando a la oposición de apelar a "bajos instintos de odio, racismo e intolerancia".
El 30 de enero de 2016, el líder opositor Adrien Houngbédji, del Partido Renovación Democrática, anunció que apoyaría a Zinsou. Otros candidatos independientes incluían a los empresarios Patrice Talon y Sebastien Adjavon.
La Comisión Electoral Nacional Autónoma (CENA) anunció el 13 de enero, que 48 personas habían presentado la documentación necesaria para presentarse como candidatos a la presidencia, aunque todavía necesitaban que sus candidaturas fueran aprobadas por el Tribunal Constitucional. Cada candidato tenía que presentar certificados sanitarios que acrediten su buena salud y depositar una cuota de un equivalente de $25.000. El tribunal aceptó 36 candidatos y rechazó a once por no proporcionar suficientes pruebas para diversos requisitos de la norma. Otros tres candidatos abandonaron la contienda antes del comienzo de la campaña.

## Resultados
La primera vuelta se celebró el 6 de marzo de 2016 y los resultados se publicaron el 8 de marzo. Zinsou había obtenido mayoría simple con el 28.43% de los votos, quedando segundo Patrice Talon con el 24.73%. Ambos fueron habilitados para participar en una segunda vuelta electoral, prevista para el 20 de marzo.
Para la segunda vuelta, Talon recibió el apoyo de 24 de los 32 de los primeros candidatos derrotados redondas. Más notablemente, recibió el respaldo de Ajavon. Tras la celebración de la segunda vuelta, con el anuncio de que los resultados "apuntaban a una victoria decisiva para Patrice Talon", Zinsou reconoció rápidamente la derrota y felicitó a Talon.
El Tribunal Constitucional validó los resultados el 25 de marzo.
| Candidato                                                     | Partido                                     | Primera vuelta | Primera vuelta | Segunda vuelta | Segunda vuelta |
| Candidato                                                     | Partido                                     | Votos          | %              | Votos          | %              |
| ------------------------------------------------------------- | ------------------------------------------- | -------------- | -------------- | -------------- | -------------- |
| Patrice Talon                                                 | Independiente                               | 746,528        | 24.73          | 2,030,941      | 65.37          |
| Lionel Zinsou                                                 | Fuerzas Cauris para un Benín Emergente      | 858,080        | 28.43          | 1,076,061      | 34.63          |
| Sébastien Ajavon                                              | Independiente                               | 693,084        | 22.96          |                |                |
| Abdoulaye Bio-Tchané                                          | Alianza por un Benín Triunfante             | 262,389        | 8.69           |                |                |
| Pascal Koupaki                                                | Agrupación de la Nueva Conciencia           | 177,251        | 5.87           |                |                |
| Robert Gbian                                                  | Generaciones del Gobierno Republicano       | 46,634         | 1.54           |                |                |
| Fernand Amoussou                                              | Alianza de Fuerzas para el Futuro           | 35,390         | 1.17           |                |                |
| Issa Salifou                                                  | Unión para el Alivio                        | 30,855         | 1.02           |                |                |
| Aké Natonde                                                   | Camino de Benín                             | 26,501         | 0.88           |                |                |
| Nassirou Bako Arifari                                         | Alianza Amana                               | 19,012         | 0.63           |                |                |
| Mohamed Atao Hinnouho                                         | Partido Résoatao                            | 12,441         | 0.41           |                |                |
| Saliou Youssao Aboudou                                        |                                             | 12,215         | 0.40           |                |                |
| Bertin Koovi                                                  | Alianza Iroko                               | 11,292         | 0.37           |                |                |
| Richard Senou                                                 |                                             | 8,123          | 0.27           |                |                |
| Karimou Chabi Sika                                            | Independiente                               | 7,351          | 0.24           |                |                |
| Zul-Kifl Salami                                               | Partido Nacional del Congreso               | 6,782          | 0.22           |                |                |
| Elisabeth Agbossaga                                           | Unión por el Desarrollo y la Reforma        | 5,802          | 0.19           |                |                |
| Issifou Kogui N'douro                                         | Independiente                               | 5,130          | 0.17           |                |                |
| Zacharie Cyriaque Goudali                                     | Movimiento del 6 de Mayo                    | 4,998          | 0.17           |                |                |
| Kamarou Fassassi                                              | Independiente                               | 4,820          | 0.16           |                |                |
| Gabriel Ayivi Adjavon                                         |                                             | 4,371          | 0.14           |                |                |
| Marcel de Souza                                               | Frente Republicano de Benín                 | 4,247          | 0.14           |                |                |
| Azizou El-Hadj Issa                                           | Independiente                               | 4,143          | 0.14           |                |                |
| Omer Rustique Guezo                                           |                                             | 3,999          | 0.13           |                |                |
| Jean-Alexandre Hountondji                                     | Nuevo Marzo                                 | 3,893          | 0.13           |                |                |
| Daniel Edah                                                   | Movimiento por Prosperidad y Solidaridad    | 3,694          | 0.12           |                |                |
| Marie-Elise Gbèdo                                             |                                             | 3,597          | 0.12           |                |                |
| Christian Enock Lagnide                                       |                                             | 3,391          | 0.11           |                |                |
| Issa Badarou Soule                                            |                                             | 3,380          | 0.11           |                |                |
| Simon Pierre Adovelande                                       | Independiente                               | 2,858          | 0.09           |                |                |
| Moudjaidou Soumanou Issoufou                                  |                                             | 2,648          | 0.09           |                |                |
| Gatien Houngbedji                                             | Unión para el Desarrollo Económico y Social | 2,287          | 0.08           |                |                |
| Kessile Tchala Sare                                           |                                             | 1,272          | 0.04           |                |                |
| Votos en blanco/anulados                                      | Votos en blanco/anulados                    | 116,530        | –              | 31,622         | –              |
| Total                                                         | Total                                       | 3,134,988      | 100            | 3,138,624      | 100            |
| Votantes registrados/participación                            | Votantes registrados/participación          | 4,746,348      | 66.05          | 4,746,348      | 66.13          |
| Fuente: Constitutional Court (primera vuelta, segunda vuelta) |                                             |                |                |                |                |

## Consecuencias
Una vez anunciados los resultados, Talon anunció que buscaría reformar la constitución, pero esta vez para eliminar del todo la reelección presidencial, dando un solo mandato de cinco años, con el fin de "evitar la complacencia". También dijo que planeaba reducir el tamaño del gobierno de 28 a 16 miembros para reducir gastos. Su toma de posesión el 6 de abril de 2016, y la composición de su gobierno se anunció más tarde en el día. No hubo el primer ministro, y los dos candidatos presidenciales derrotados que habían apoyado Talon en la segunda ronda, Pascal Koupaki y Abdoulaye Bio-Tchané, fueron nombrados para puestos clave: Koupaki como Secretario General de la Presidencia y Bio-Tchané como Ministro de Planificación y Desarrollo del Estado.